# Epistulae ex Ponto
Epistulae ex Ponto („Briefe vom Schwarzen Meer“) ist eine Sammlung von 46 in elegischen Distichen gehaltenen „Briefen“ des römischen Dichters Ovid, die sich über vier Bücher verteilen. Ovid verfasste sie in den Jahren 12 bis 17 n. Chr. während seines Exils am Schwarzen Meer. Sie sind die Fortsetzung der Tristien und enthalten in etwa dieselben Motive: Beschrieben werden die Härten des Exils verbunden mit der Bitte um Gnade. Von den Tristien unterscheiden sie sich in der konkreten Adressierung an Personen aus dem Umfeld des Kaisers Augustus, insbesondere an Germanicus. Der Ton der Briefe ist konzilianter als in den Tristien und drückt eine gewisse Zuneigung gegenüber den Einwohnern seines Verbannungsorts Tomis aus. Getragen sind die Briefe von einem melancholischen Grundton. Von Bedeutung sind die Briefe insbesondere für die Kenntnis der Lebensumstände in Scythia Minor während Ovids Zeit.

## Ausgaben
- Ovid with an English Translation. Tristia. Ex Ponto. By Arthur Lesley Wheeler (= Loeb Classical Library. Band L151). Harvard University Press, Cambridge (Mass.) 1939 (Digitalisat).
- Publius Ovidius Naso, Briefe aus der Verbannung. Tristia – Epistulae ex Ponto. Übersetzt von Wilhelm Willige. Eingeleitet und erläutert von Niklas Holzberg. Fischer Taschenbuch, Frankfurt am Main 1993, ISBN 3-596-10498-X.
- Beatrice Larosa: P. Ovidii Nasonis Epistula ex Ponto III 1. Testo, traduzione e commento. De Gruyter, Berlin u. a. 2012, ISBN 978-3-11-029849-9.
- Publius Ovidius Naso, Epistulae ex Ponto – Briefe vom Schwarzen Meer. Herausgegeben, in deutsche Prosa übersetzt und mit Anmerkungen und einem Nachwort versehen von Hartmut Froesch. Wissenschaftliche Buchgesellschaft, Darmstadt 2023, ISBN 978-3-534-40684-5.